# استفانو رازتی
استفانو رازتی (انگلیسی: Stefano Razzetti؛ زادهٔ ۱۳ سپتامبر ۱۹۷۱) بازیکن فوتبال اهل ایتالیا است.
از باشگاه‌هایی که در آن بازی کرده‌است می‌توان به باشگاه فوتبال لوگانو، باشگاه فوتبال کرمونزه، باشگاه فوتبال سنت گالن، و باشگاه فوتبال یو. اس. پرگولیتزه اشاره کرد.